# Магарилов Сергій В'ячеславович
Сергій В'ячеславович Магарилов (рос. Сергей Вячеславович Магарилов; 19 березня 1985, м. Воскресенськ, СРСР) — російський хокеїст, воротар. Виступає за «Хімік» (Воскресенськ) у Вищій хокейній лізі. 
Вихованець хокейної школи «Хімік» (Воскресенськ). Виступав за «Хімік» (Воскресенськ), «Кристал» (Електросталь), «Южний Урал» (Орськ), «Іжсталь» (Іжевськ), «Нафтовик» (Альметьєвськ), «Рубін» (Тюмень), «Молот-Прикам'я» (Перм), «Сєвєрсталь» (Череповець), «Лада» (Тольятті).